# Halmstads stad
Halmstads stad var en stad och kommun i Hallands län. 

## Administrativ historik
Det äldsta kända privilegiebrevet är från den 31 maj 1307. Detta avsåg den bebyggelse som kom att kallas Övraby. 1322 upphöjde Kristofer II:s det lilla samhälle Brooktorp, på den plats nu Halmstad är belägen, till stad.
Staden blev en egen kommun, enligt Förordning om kommunalstyrelse i stad (SFS 1862:14) från och med den 1 januari 1863, då Sveriges kommunsystem infördes. 
Stadens territorium ändrades flera gånger (årtal avser den 1 januari det året om inget annat anges):
- 1879 - Enligt beslut den 21 december 1877 överfördes de öster om Nissanån belägna 23/192 mantal av Snöstorp nr 3 , kallad Varfslotten, Halmstads östra utmark, odaljordarna Syskonhamn, Skansen, Lugnet, Österskans, Brohustomten, Östra bryggeriets tomt, Gröna Lund, Österlycka, Stora Freden och Lilla Freden, ävensom ett norr om Laholmsvägen befintligt område av Snöstorp nr 2 och 3. I kyrkligt hänseende överfördes följande områden till Halmstad den 1 maj 1878.[2]
- 1890 - Enligt beslut den 13 september 1889 uteslöts ur jordeboken 1½ mantal Halmstads slottsjord (utan Tyludden) och överfördes i alla hänseenden från Söndrums socken till Halmstads stad.
- 1891 - Enligt beslut den 30 maj 1890 överfördes lägenheten Knävilstorp, som var del av Halmstads stads donationsjord, i alla hänseenden till staden. Tidigare hade området endast hört till staden i judiciellt hänseende.[3]
- 1926 - Två områden ur Halmstads stadsjords utskiften överfördes till Söndrums landskommun och ett område (lägenheten Murarhuset) till Övraby landskommun.
- 1928 - Enligt beslut den 24 mars 1927 inkorporerades områden från Trönninge landskommun (omfattande 0,65 kvadratkilometer, varav 0,45 kvadratkilometer land) och Snöstorps landskommun (områdena från Snöstorp, inklusive Nyhems municipalsamhälle, omfattande 11,49 kvadratkilometer, varav 10,32 kvadratkilometer land).[4]
- 1934 - Enligt beslut den 31 mars 1933 inkorporerades i staden ett strandområde beläget utanför Halmstads östra utmark, omfattande en areal av 0,09 km² land, från Snöstorps landskommun.[5]
- 1946 - Enligt beslut den 16 mars 1945 inkorporerades i staden ett område med 284 invånare och omfattande en areal av 2,94 km², varav allt land, från Vapnö landskommun.[6]
- 1967 - Simlångsdalens landskommun inkorporerades i staden.

Den 1 januari 1971 gick staden upp i den då nybildade Halmstads kommun.

### Kyrklig tillhörighet
Staden hörde i kyrkligt hänseende till Halmstads församling. Den 1 januari 1962 utbröts ur stadens församling Martin Luthers församling och stadsförsamlingen namnändrades då till S:t Nikolai församling. 1967 tillkom församlingarna Breared och Snöstorp.

### Sockenkod
För registrerade fornfynd med mera så återfinns staden inom ett område definierat av sockenkod 1456 som motsvarar den omfattning staden hade kring 1950.

## Stadsvapnet
Blasonering: Sköld: i blått fält en bjälke av silver, belagd med tre med öppna kronor av guld krönta röda hjärtan. Krest: Tre sädeskärvor av guld vid sidan om varandra. Täcke: Invändigt av silver och utvändigt blått.
Halmstads kommunvapen kommer från ett sigill från början av 1600-talet och anses använts sedan 1603. Det kan användas komplett eller utan hjälm och hjälmtäcke.

Halmstads vapensköld

## Geografi
Halmstads stad omfattade den 1 januari 1952 en areal av 27,91 km², varav 27,44 km² land.

### Tätorter i staden 1960
I Halmstads stad fanns del av tätorten Halmstada, som hade 38 620 invånare i staden den 1 november 1960. Tätortsgraden i staden var då 98,9 procent.

## Befolkningsutveckling
| Befolkningsutvecklingen i Halmstads stad 1810–1990                                                      | Befolkningsutvecklingen i Halmstads stad 1810–1990 | Befolkningsutvecklingen i Halmstads stad 1810–1990 | Befolkningsutvecklingen i Halmstads stad 1810–1990 | Befolkningsutvecklingen i Halmstads stad 1810–1990 |
| --- | -------------------------------------------------- | -------------------------------------------------- | -------------------------------------------------- | -------------------------------------------------- |
| |                                                    |                                                    |                                                    |                                                    |
| År |                                                    |                                                    | Folkmängd                                          |                                                    |
| 1810 | 1810                                               |                                                    | 1 134                                              |                                                    |
| 1820 | 1820                                               |                                                    | 1 611                                              |                                                    |
| 1830 | 1830                                               |                                                    | 1 887                                              |                                                    |
| 1840 | 1840                                               |                                                    | 2 257                                              |                                                    |
| 1850 | 1850                                               |                                                    | 2 761                                              |                                                    |
| 1860 | 1860                                               |                                                    | 3 945                                              |                                                    |
| 1870 | 1870                                               |                                                    | 5 738                                              |                                                    |
| 1880 | 1880                                               |                                                    | 8 505                                              |                                                    |
| 1890 | 1890                                               |                                                    | 11 825                                             |                                                    |
| 1900 | 1900                                               |                                                    | 15 362                                             |                                                    |
| 1910 | 1910                                               |                                                    | 18 342                                             |                                                    |
| 1920 | 1920                                               |                                                    | 18 409                                             |                                                    |
| 1930 | 1930                                               |                                                    | 23 866                                             |                                                    |
| 1940 | 1940                                               |                                                    | 27 935                                             |                                                    |
| 1950 | 1950                                               |                                                    | 35 276                                             |                                                    |
| 1960 | 1960                                               |                                                    | 39 051                                             |                                                    |
| 1970 | 1970                                               |                                                    | 42 026                                             |                                                    |
| 1980 | 1980                                               |                                                    | 31 455                                             |                                                    |
| 1990 | 1990                                               |                                                    | 31 875                                             |                                                    |
| Anm: Källor: Umeå universitet - Tabellverket 1749-1859, Demografiska databasen, CEDAR, Umeå universitet |                                                    |                                                    |                                                    |                                                    |

## Politik

### Mandatfördelning i valen 1919-1966
| 16 | 10 | 14 |

| 32 | 8 |

| 15 | 7 | 18 |

| 32 | 8 |

| 4 | 14 | 7 | 15 |

| 34 | 6 |

| 4 | 16 | 2 | 2 | 16 |

| 35 |

| 2 | 23 |  | 3 | 11 |

| 35 |

| 2 | 22 |  | 3 | 12 |

| 35 |

| 4 | 24 | 2 | 10 |

| 35 |

| 4 | 23 | 3 | 10 |

| 33 | 7 |

| 7 | 21 | 5 | 7 |

| 34 | 6 |

| 2 | 22 | 9 | 7 |

| 34 | 6 |

| 2 | 20 | 10 | 8 |

| 33 | 7 |

| 2 | 20 |  | 6 | 11 |

| 32 | 8 |

| 2 | 22 | 2 | 7 | 7 |

| 35 |

| 3 | 21 | 5 | 8 | 8 |

| 40 |

## Rådhusrätten

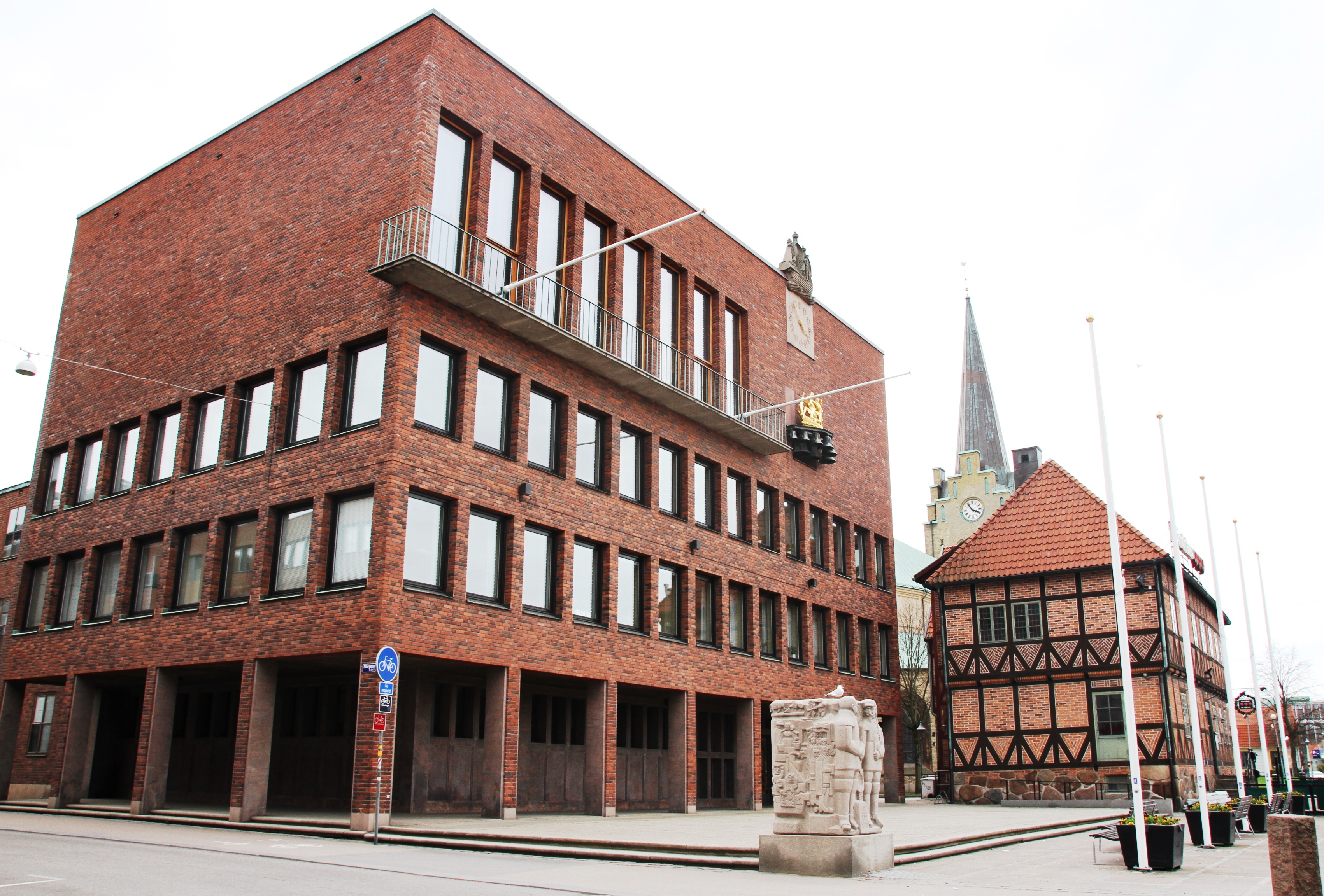
Halmstads rådhus.

Staden hade egen jurisdiktion med rådhusrätt, som lydde under Göta hovrätt fram till 1948 och sedan under Hovrätten för Västra Sverige. Rådhusrätten upphörde 1 januari 1971 i samband med Tingsrättsreformen i Sverige, då de sista kvarvarande rådhusrätterna samt häradsrätterna omvandlades till tingsrätter. Halmstads rådhusrätt blev då Halmstads tingsrätt.